# Werchni Landech
Werchni Landech (russisch Верхний Ландех, wissenschaftliche Transliteration Verchnij Landech) ist eine russische Siedlung städtischen Typs in der Oblast Iwanowo, Föderationskreis Zentralrussland. Sie ist Verwaltungssitz (seit 1985) des nach ihr benannten Rajons Werchnelandechowski und hat 2027 Einwohner (Stand 14. Oktober 2010).
Der Ort liegt 118 km südsüdöstlich der Gebietshauptstadt Iwanowo und 82 km östlich von Schuja an den Flüsschen Landech und Newra.

## Geschichte
Werchni Landech wurde um 1621 erstmals schriftlich erwähnt und hat den Status einer Siedlung städtischen Typs seit 1985.

### Bevölkerungsentwicklung
| Jahr | Einwohner |
| ---- | --------- |
| 1959 | 1452      |
| 1989 | 2206      |
| 2002 | 2080      |
| 2010 | 2027      |

Anmerkung: Volkszählungsdaten

## Wirtschaft
Die vorherrschenden Wirtschaftszweige sind Textilindustrie und Landwirtschaft (unter anderem eine Großmolkerei). Der nächstgelegene Anschluss an das Eisenbahnnetz befindet sich im 82 km entfernten Schuja.

## Sehenswürdigkeiten
Am historischen Marktplatz blieben die 1734 errichtete, schlichte Christi-Himmelfahrts-Kirche (Вознесенская церковь), die Kirche des Propheten Elias (Ильинская церковь, 1790) und die 1863 geweihte Nikolaus-Kirche (Никольский собор), wenn auch zum Teil beschädigt, erhalten.

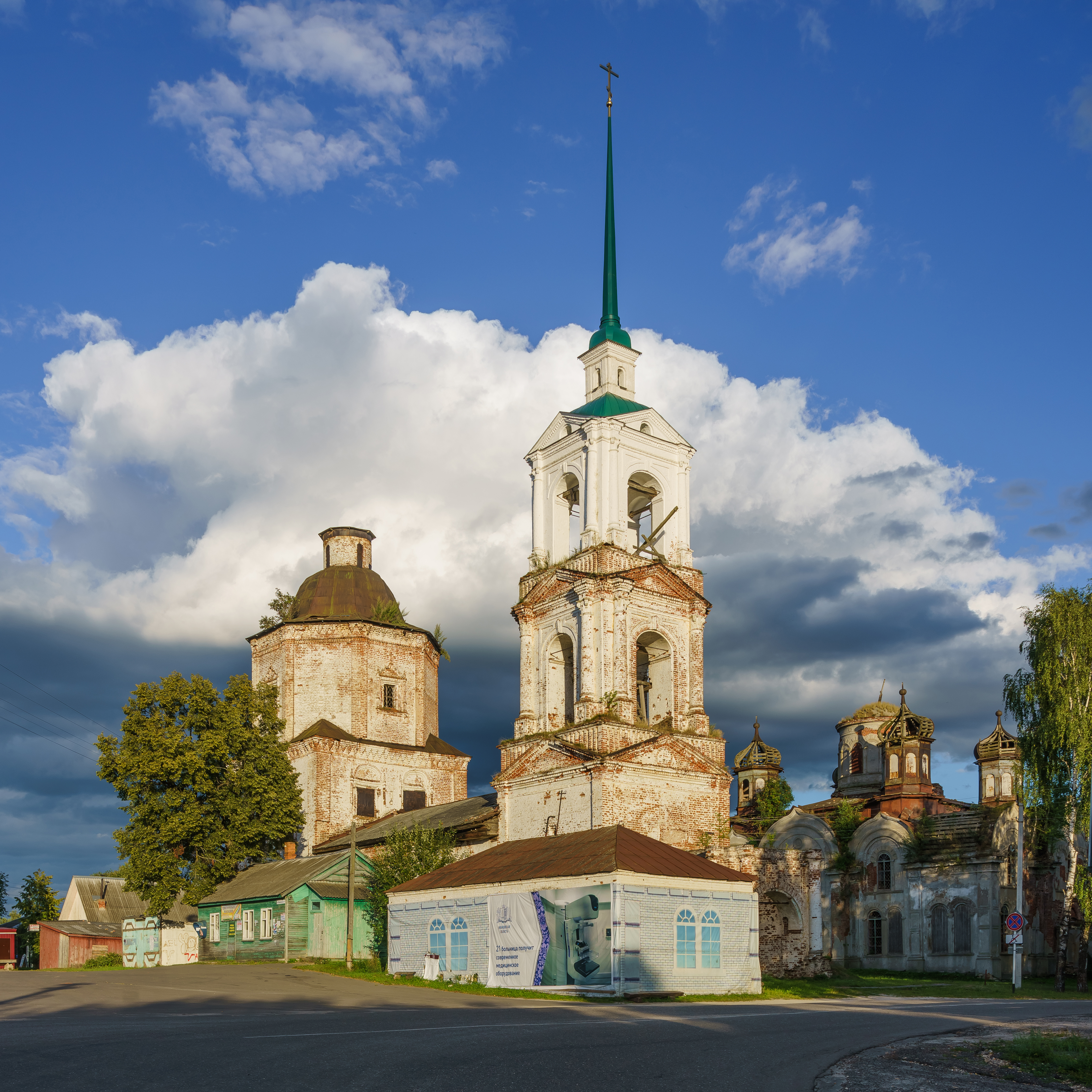
Himmelfahrtskirche und Glockenturm
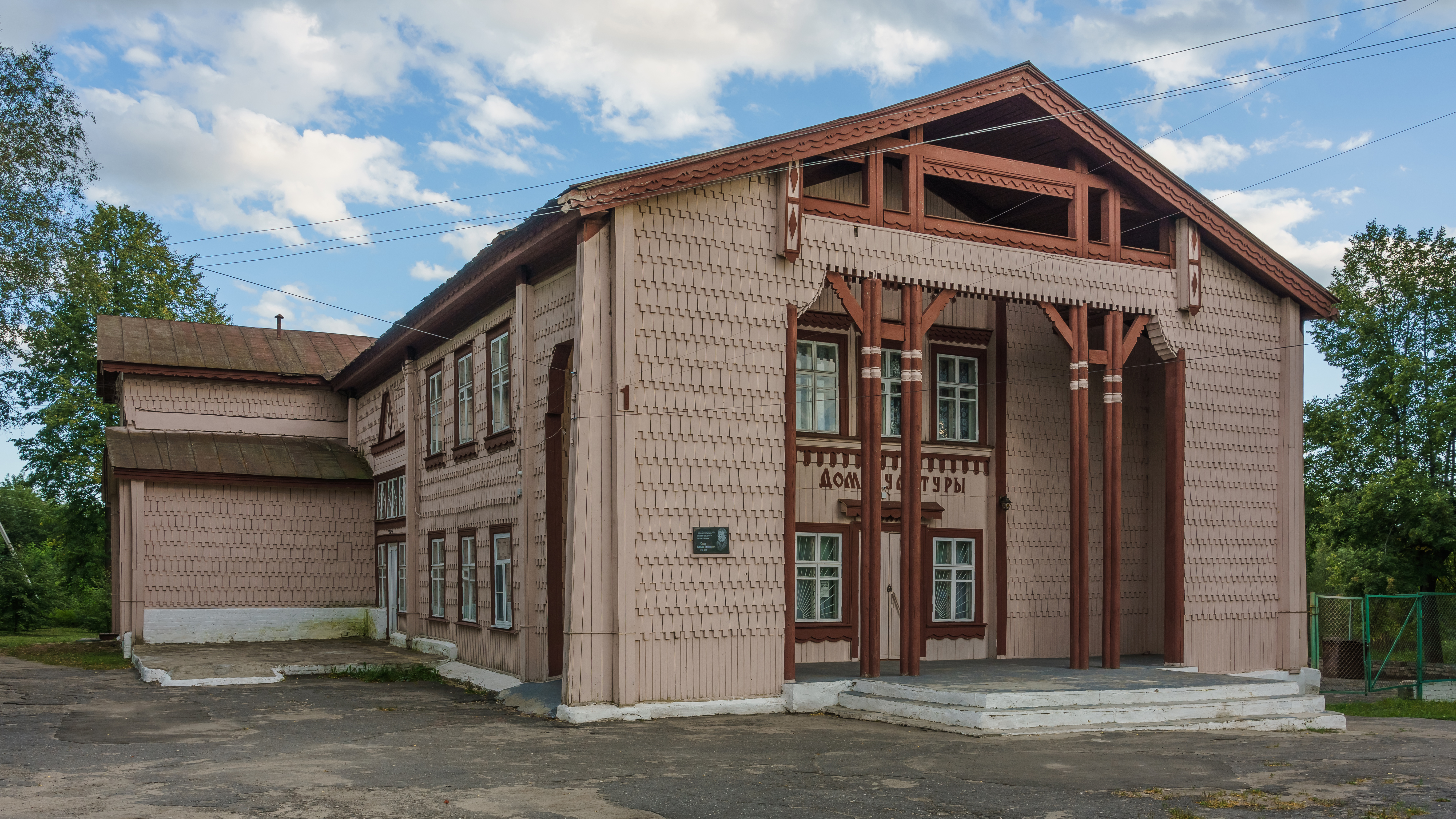
Haus der Kultur
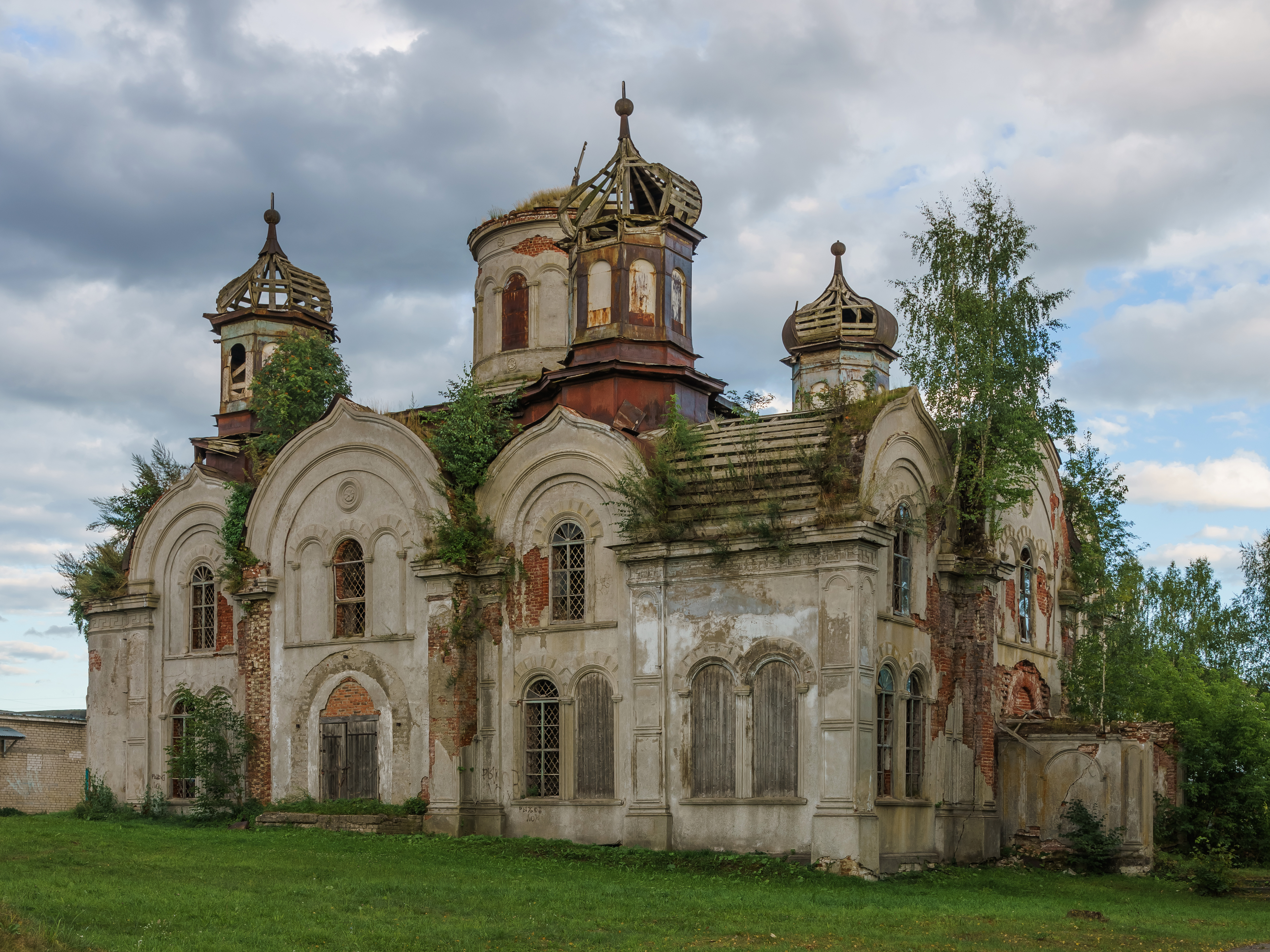
Nikolauskirche
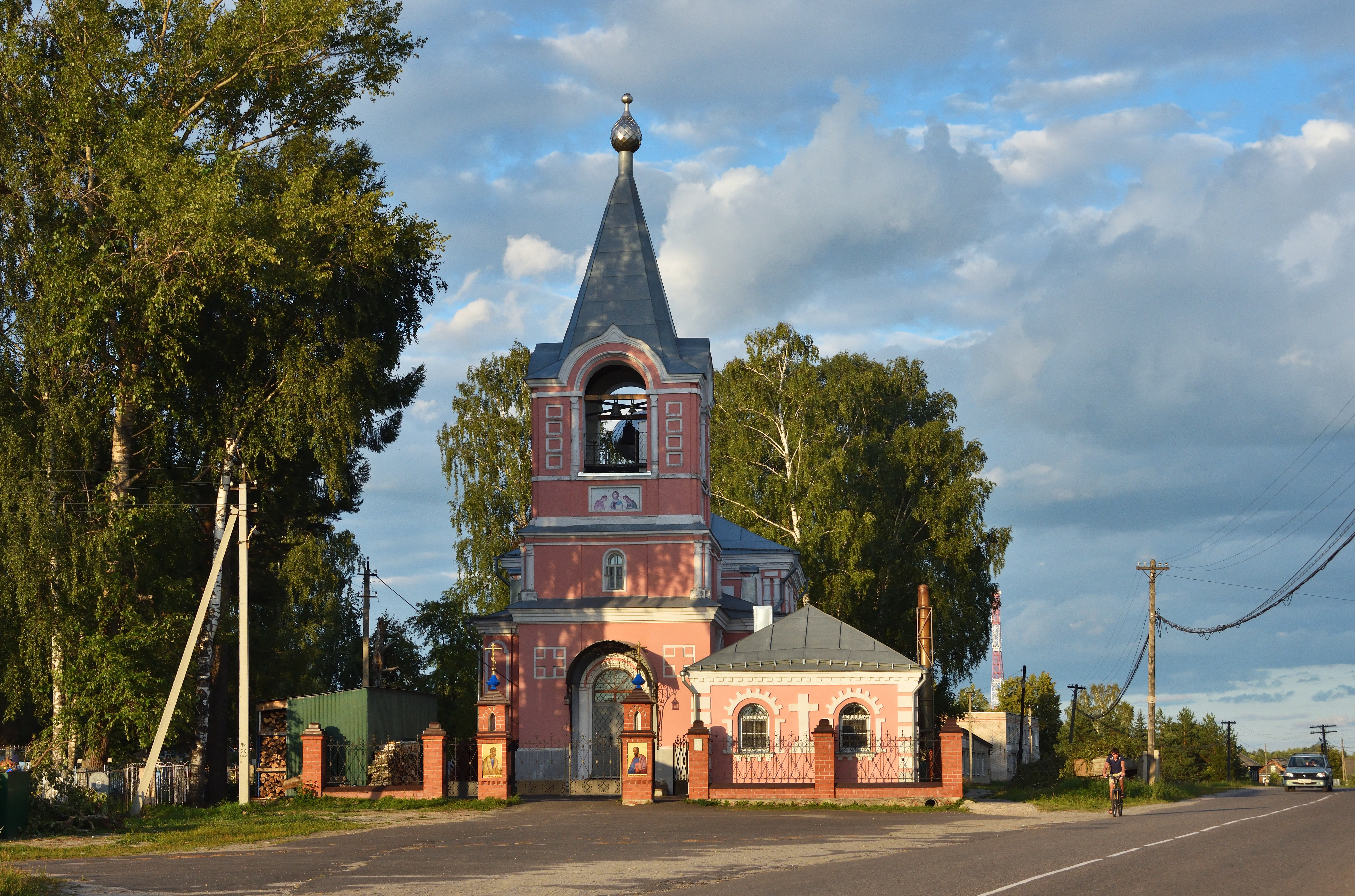
Peter-und-Paul-Kirche